# Josef Šejnost
Josef Šejnost (30. května 1878 Těšenov – 9. února 1941 Praha) byl český akademický sochař a medailér.

## Život
Josef Šejnost se narodil v obci Těšenov u Horní Cerekve 30. května 1878.
Po studiích na keramické škole v Bechyni nastoupil do továrny na keramiku v Rakovníku. Teprve když se stal finančně nezávislým, mohl v roce 1901 nastoupit na uměleckoprůmyslovou školu v Praze. Stal se studentem Stanislava Suchardy a Jana Preislera. Pod Suchardovým vlivem se v roce 1911 definitivně rozhodl věnovat se výhradně drobné plastice, zejména medailérství a plaketám.

### Rodina

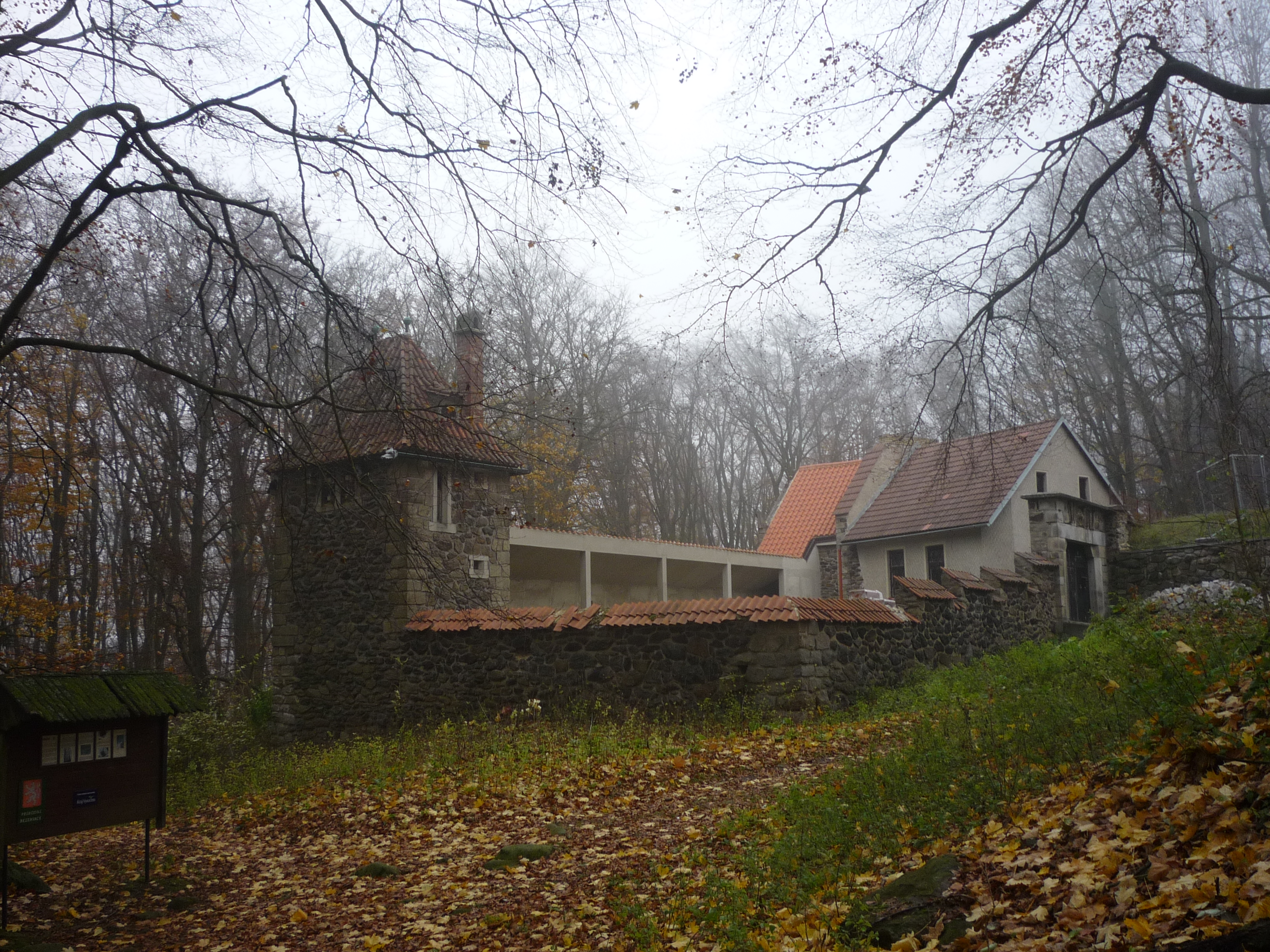
Větrný zámek na vrchu Křemešník

2. května 1918 se oženil s šestadvacetiletou Martou Kalinovou (bylo mu téměř čtyřicet let), která měla vzdělání a literární talent (vlastní články a fejetony publikovala v novinách a časopisech). Její společenské a kulturní styky mu pomáhaly získávat další přátele a také vedla ve francouzštině korespondenci s pařížskou mincovnou, kde byly v roce 1923 raženy návrhy Šejnostových zlatých dukátů. Šejnosta měl ateliér v Praze, později pobýval i s rodinou také na Větrném zámku.
Byl aktivním členem tělovýchovného spolku Sokol, pracoval v jeho umělecké komisi a věnoval mu bez nároku na honorář některé své návrhy. Obdivoval české legionáře, některým zhotovil pamětní desky.

### Větrný zámek
V roce 1929 mu město Pelhřimov přenechalo parcelu, na které potom deset let budoval svůj Větrný zámek, kde mělo být také muzeum mincí. Vysněné sídlo jeho mládí na vrchu Křemešník nedalekého rodného Těšenova mu navrhl jeho přítel architekt Kamil Hilbert.

## Tvorba

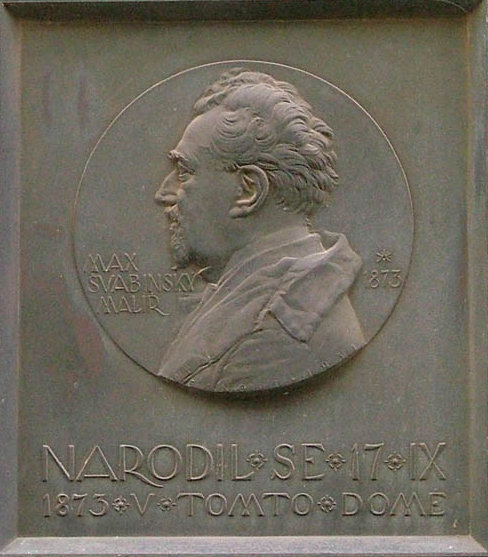
Josef Šejnost: pamětní deska na rodném domě Maxe Švabinského

- Návrhy mincí včetně jubilejního svatováclavského dukátu.
- Návrhy medailí: vytvořil galerii velkých českých osobností, také pamětní medaile např. k výročí Sokola (1925)

Reliéfy v architektuře:
- V druhém mezipatře pražského Obecního domu deska s plaketami mužů 28. října: Soukupa, Rašína, Švehly, Stříbrného a Šrobára.
- Medaile na počest našeho prvního olympijského vítěze Bedřicha Šupčíka; (1924)

Náhrobní plastika:
- Medailon s hlavou muže pro náhrobek Josefa R. Marka (1930);
- Reliéf muže s houslemi na černé gabrové desce houslového virtuosa Karla Lišky (1936)

Pamětní desky: například deska na rodném domě Bedřicha Smetany v Litomyšli, deska Karla Havlíčka Borovského v Humpolci, deska na rodném domě Maxe Švabinského v Kroměříži a řada dalších, například plaketa Babičky, Mikoláše Aleše, Jana Husa, Vojtěcha Hynaise.
Trojrozměrné plastiky v architektuře i v exteriéru:
- Busta Pavola Orzságha-Hviezdoslava pro Panteon Národního muzea
- Busta Otakara Hostinského v Martiněvsi; bronz, (1909)
- Sochy medvědů na mostě při zámku v Novém Městě nad Metují
- "Větrný zámek" se sochami havranů ve věži, na Křemešníku u Pelhřimova

Trojrozměrné miniatury:
- Prototypy marionet podle návrhů M. Aleše.

Celkem vytvořil přes 300 děl, z toho asi 200 medailí. Jeho práce vynikají klasickou realistickou plasticitou. Sběratelé si je dosud cení.
V letech 1905–1907 byl členem Spolku výtvarných umělců Mánes. V letech 1924 - 1926 byl redaktorem časopisu Dílo.
V jeho díle pokračoval i jeho syn Zdeněk, který vytvořil pamětní bustu Josefa Lady pro Hrusice a kromě sochařské a medailérské tvorby se věnoval i restaurování.

## Teorie
- Estetická studie Problém pokroku v sochařství, 1924